# Army of the Pharaohs
Army of the Pharaohs (AOTP o A.O.T.P.) es un supergrupo de hip hop originario de Filadelfia, Pennsilvania, formado por el MC de Jedi Mind Tricks Vinnie Paz en 1998. Desde el comienzo, Paz había visionado el grupo como una agrupación de colaboraciones entre los más grandes nombres del rap underground de la Costa Este.

## La historia del grupo
Originalmente el grupo estaba formado por cinco MCs: Vinnie Paz, Chief Kamachi, 7L & Esoteric, Trip C y Bahamadia, junto con el productor de JMT Stoupe the Enemy of Mankind. El grupo lanzó su primer EP/single "The Five Perfect Exertions" b/w "War Ensemble" en 1998. Ambos temas se incluyeron posteriormente en Violent by Design del álbum de JMT de 2000, con "The Five Perfect Exertions" siendo remezclado en "Exertions Remix", y tanto "Exertions" y "War Ensemble" por Chief Kamachi. El proyecto Army Of The Pharaohs quedó estancado, mientras la carrera de JMT despegó.
El grupo no regresaría hasta 2005, resucitó con su segunda agrupación, con exclusión de Virtuoso y Bahamadia, y ahora con Paz, Kamachi, 7L & Esoteric, Outerspace, Apathy, Celph Titled, Reef the Lost Cauze, Des Devious, Faez One y King Syze. Después de años de anticipación, el grupo recién reformado grabaron su álbum debut, The Torture Papers, finalmente publicado en marzo de 2006 bajo el sello Babygrande. El álbum fue producido por afiliados a AOTP como 7L, DC the MIDI Alien, Undefined, Beyonder, Loptimist, Apathy y el productor alemán Shuko. El álbum incluía el sencillo "Tear It Down" b/w "Battle Cry", el primero con un vídeo musical, y siendo este último una reducción de la Posse con nueve de los diez MCs del grupo. El álbum debutó en el Top 50 en la lista Billboard Top Álbum Independiente, y alcanzó el número 42 en la revista Heatseekers. Hay también una continuación en bootleg de The Torture Papers que circula por Internet llamado The Bonus Papers, que está compuesto íntegramente por pistas no aparecieron en el álbum.
El grupo terminó rápidamente su segundo álbum, titulado Ritual of Battle, publicado el 25 de septiembre de 2007. El sencillo de Ritual of Battle, Bloody Tears, cuenta con un ritmo tomado de la serie de videojuegos Castlevania. El grupo añadió cuatro nuevos miembros para el álbum, el exmiembro de Jedi Mind Tricks Jus Allah, Doap Nixon, Demoz y King Magnetic. Apathy no aparece en el álbum, él estaba preparando su disco mientras se publicaba, decidiendo que sería mejor para él mantener su enfoque en su carrera.
El 17 de mayo de 2009, en el blog de MySpace de Apathy se menciona que el nuevo álbum de AOTP esta completamente terminado. Apathy dice que colabora en el álbum, llamado The Unholy Terror. Será lanzado el 24 de noviembre de 2009. Dos temas, "Godzilla", y "Contra Mantra", han sido liberados antes de que el álbum salga a la venta.
Block McCloud es ahora un miembro oficial de AOTP, y será presentado en el próximo álbum.

## Discografía

### Trabajos del grupo
| Información del Álbum |
| --- |
| "The Five Perfect Exertions" (EP) - Editado: 1998 - Discográfica: Superegular Recordings - B-Side: "War Ensemble"                              |
| Rare Shit, Collabos and Freestyles (Mixtape Compilación) - Editado: 2003 - Discográfica: N/A                                                   |
| The Torture Papers (Álbum) - Editado: 21 de marzo de 2006 - Discográfica: Babygrande Records - Singles: "Tear It Down"/"Battle Cry"            |
| The Bonus Papers (Bonus Mixtape) - Editado: 2006 - Discográfica: N/A                                                                           |
| After Torture There's Pain (Mixtape) - Editado: 2007 - Label: N/A                                                                              |
| Ritual of Battle (Álbum) - Editado: 25 de septiembre de 2007 - Discográfica: Babygrande Records - Singles: "Bloody Tears"                      |
| The Unholy Terror (Álbum) - Editado: 16 de febrero de 2010 - Discográfica: Enemy Soil/Babygrande - Singles: TBA                                |
| In Death Reborn (Álbum) - Editado: 22 de abril de 2014 - Discográfica: Enemy Soil/Babygrande - Singles: "God Particle"/"Curse of the Pharaohs" |
| Heavy Lies the Crown (Álbum) - Editado: 21 de octubre de 2014 - Discográfica: Enemy Soil - Singles: "Terrorstorm"                              |